# 云子 (大熊猫)
云子是一只雄性大熊猫，2009年8月5日在美国圣地亚哥动物园出生，父亲为高高，母亲为白云。它是白云自华美、美生、苏琳、珍珍后产下的第五只幼崽。同年11月17日，圣地亚哥动物园宣布根据全美互联网征名票选的结果为它命名为“云子”，意为“白云之子”。
2010年1月6日，五个月大的云子在媒体前首次正式亮相。